# Плъхове и териер, № 2
"Плъхове и териер, № 2" (на английски: Rats and Terrier No. 2) е американски късометражен ням филм от 1894 година на продуцента и режисьор Уилям Кенеди Диксън, заснет от компанията Едисън Манюфакчъринг Къмпъни, собственост на Томас Едисън. Кадри от филма не са достигнали до наши дни и той се смята за изгубен.